# Bausch & Lomb Championships 1992
Bausch & Lomb Championships 1992 — жіночий тенісний турнір, що проходив на відкритих кортах з ґрунтовим покриттям на острові Амелія (США). Належав до турнірів 2-ї категорії в рамках Туру WTA 1992. Відбувсь утринадцяте і тривав з 6 до 12 квітня 1992 року. Габріела Сабатіні здобула титул в одиночному розряді.

## Фінальна частина

### Одиночний розряд
Габріела Сабатіні —  Штеффі Граф 6–2, 1–6, 6–3
- Для Сабатіні це був 4-й титул за сезон і 24-й — за кар'єру.

### Парний розряд
Аранча Санчес Вікаріо /  Наташа Звєрєва —  Зіна Гаррісон-Джексон /  Яна Новотна 6–1, 6–0
- Для Санчес Вікаріо це був 6-й титул за сезон і 14-й — за кар'єру. Для Звєрєвої це був 3-й титул за сезон і 22-й - за кар'єру.